# Zdzisław Tomasz Błeszyński
Rotmistrz Zdzisław Tomasz Błeszyński, uczestnik powstania styczniowego.
Był właścicielem Żelisławia k. Błaszek. Kwalifikacje wojskowe zdobył w armii pruskiej, w której służył jako oficer. Ranny w dzień lutowej manifestacji w Warszawie w 1861 r. W pierwszej fazie powstania był dowódcą III szwadronu kawalerii sieradzko-wieluńskiej. W brygadzie gen. Edmunda Taczanowskiego dowodził IV szwadronem w 1 pułku ułanów. Walczył m.in. w pamiętnej bitwie na polach Kruszyny i Nieznanic w dniu 29 sierpnia 1863 r.